# 艾明山
艾明山（1911年—1981年2月17日），河南商城人，中国人民解放军将领、中华人民共和国地方政府官员。

## 生平
1928年参加农民协会。1930年参加中国工农红军。1931年五月加入中国共产党，参加了鄂豫皖地区游击战争。抗日战争时期，在新四军工作，历任新四军第四支队七团一营营长，新四军江北指挥部路东联防司令部团长，新四军二师六旅十八团副团长。第二次国共内战期间，1946年3月，任淮南军区三分区六合总队总队长，1948年4月任路西军分区司令员，1948年5月3日任路东军分区司令员，1948年5月29日任江淮军区一分区司令员，皖北军区滁县军分区司令员。1949年1月26日，艾明山等人率部进入六合县城。
中华人民共和国成立后，历任苏北农建四师师长，江苏省林业厅厅长、农业特产厅厅长，中共江苏省委监察委员会常委。1980年1月，当选江苏省政协副主席。1981年2月17日，因病逝世。